# Симканич, Мария Антоновна
Мария Антоновна Симканич (1 ноября 1934 — 9 августа 2008) — передовик советского сельского хозяйства, доярка колхоза «За нове життя» Иршавского района Закарпатской области, Герой Социалистического Труда (1966).

## Биография
Родилась в 1934 году в селе Белки в семье бедняка. В 1951 году завершила обучение в семилетней школе в родном селе.
Свою трудовую деятельность начала в местном колхозе. В 1953 году была направлена на обучение в сельскохозяйственную школу в посёлок Вилок Закарпатской области. В 1954 году стала работать учётчицей на животноводческой ферме в колхозе «За нове життя». В 1956 году перешла на работу дояркой, за ней закрепили 11 коров. С каждым годом надои в её группе увеличивались: если в первый год она получила по 1540 килограммов молока от каждой коровы в среднем, то в 1959 году — 5511 килограммов молока. Одна из первых кто освоил механизированную дойку и добился надоя в 6000 килограммов молока от каждой коровы в среднем за год. Выезжала по обмену опытом в Чехословакию.
Указом Президиума Верховного Совета СССР от 22 марта 1966 года за получение высоких результатов в сельском хозяйстве и рекордные показатели в животноводстве Марии Антоновне Симканич было присвоено звание Героя Социалистического Труда с вручением ордена Ленина и золотой медали «Серп и Молот».
Продолжала и дальше трудиться в сельском хозяйстве до выхода на заслуженный отдых.
Представляла отрасль и Закарпатскую область в качестве делегата XXIII съезда КПСС. Избиралась в Закарпатский областной совет депутатов. Была членом бюро Иршавского райкома КПСС.
Проживала в родном селе Белки. Умерла 9 августа 2008 года. Похоронена на сельском кладбище.

## Награды
За трудовые успехи была удостоена:
- золотая звезда «Серп и Молот» (22.03.1966)
- орден Ленина (22.03.1966)
- Орден Октябрьской Революции (06.09.1973)
- Орден Трудового Красного Знамени(08.04.1971)
- другие медали.